# Machagai

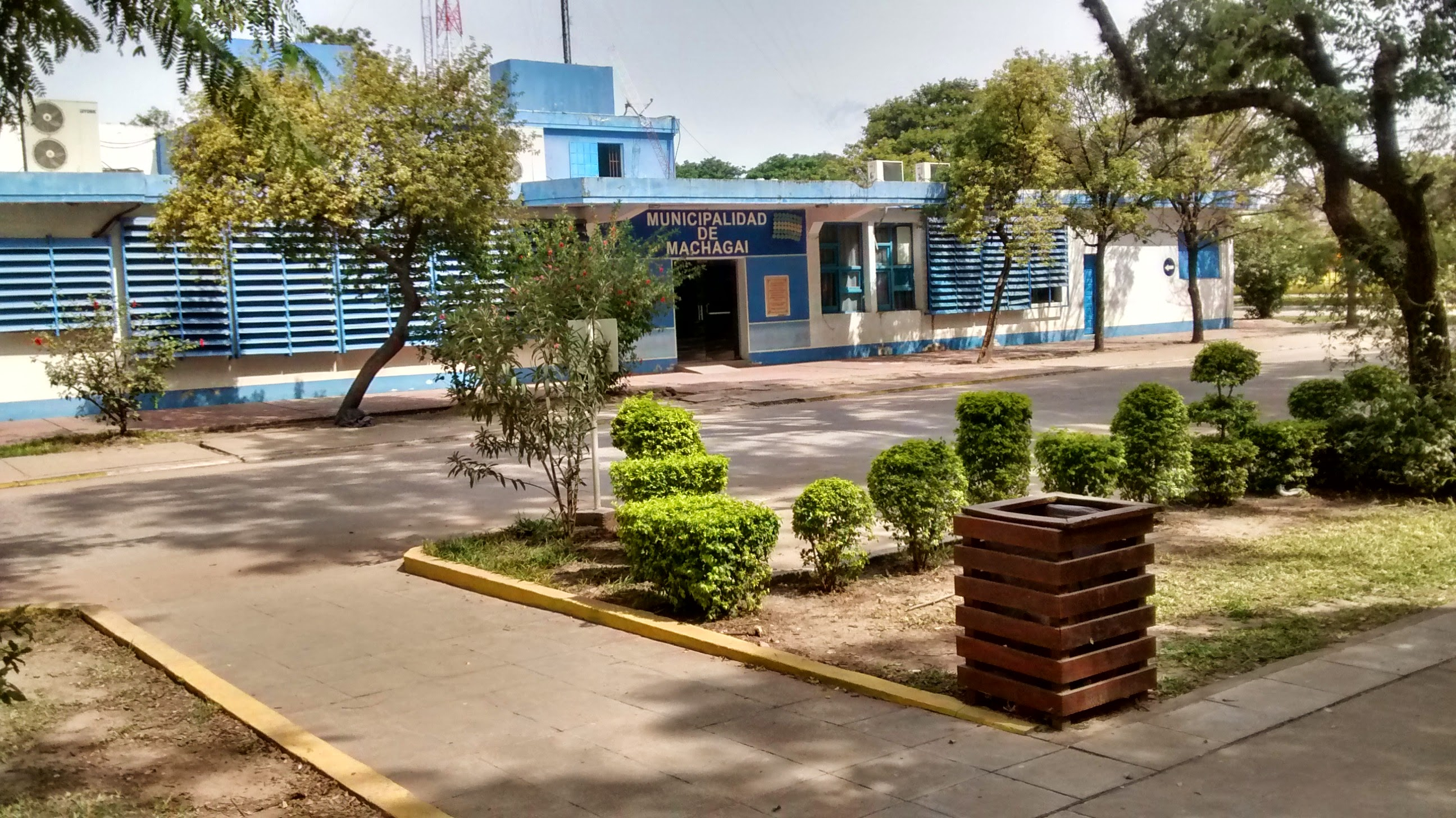
Sede de la Municipalidad de Machagai, frente a la plaza principal.

Machagai es una ciudad argentina de la provincia del Chaco. Es la cabecera del departamento Veinticinco de Mayo.
Fue colonizada por yugoslavos y españoles sobre lo que era una antigua reducción toba. Su producción es agrícola, ganadera y maderera. Una gran cantidad de aserraderos y carpinterías artesanales de algarrobo y quebracho están radicadas en los alrededores de la ciudad.
La superficie del ejido urbano es de 35,16 km². Dentro de la jurisdicción del municipio se halla encuentra la localidad de Napalpí.

## Toponimia
"Machagai" en idioma moqoit quiere decir "Tierra Baja", lo que hace referencia a la depresión de terreno, en donde se encuentra ubicado el pueblo.

## Historia
En 1909 llegaron los primeros pobladores. Se estableció el pueblo de Machagai por Decreto el 11 de julio de 1921, en el Pueblo Viejo, a unos dos kilómetros al sudeste de la actual ubicación, emplazada a la vera de la traza del Ferrocarril General Belgrano. Luego se desplaza a lo que hoy es Machagai, con una superficie de 8.000 ha mediante un Decreto Nacional del 26 de junio de 1929.
El 27 de marzo de 1929 se crea la primera Comisión de Fomento, presidida por Pablo Biaín. Tres años después se creó el municipio, siendo su primer intendente Luis Aguilar. El mítico ladrón Mate Cosido encontró refugio unos años en este pueblo.
Intendentes desde 1983
- Sr. Enrique Pellegrini
- Sr. Bruno Dellamea
- Dr. Ignacio Kapor
- Dr. Pacífico García
- Sr. Gustavo Rafael Núñez
- Dr Héctor Justino Vega
- Sr. Juan Manuel García

## Vías de comunicación

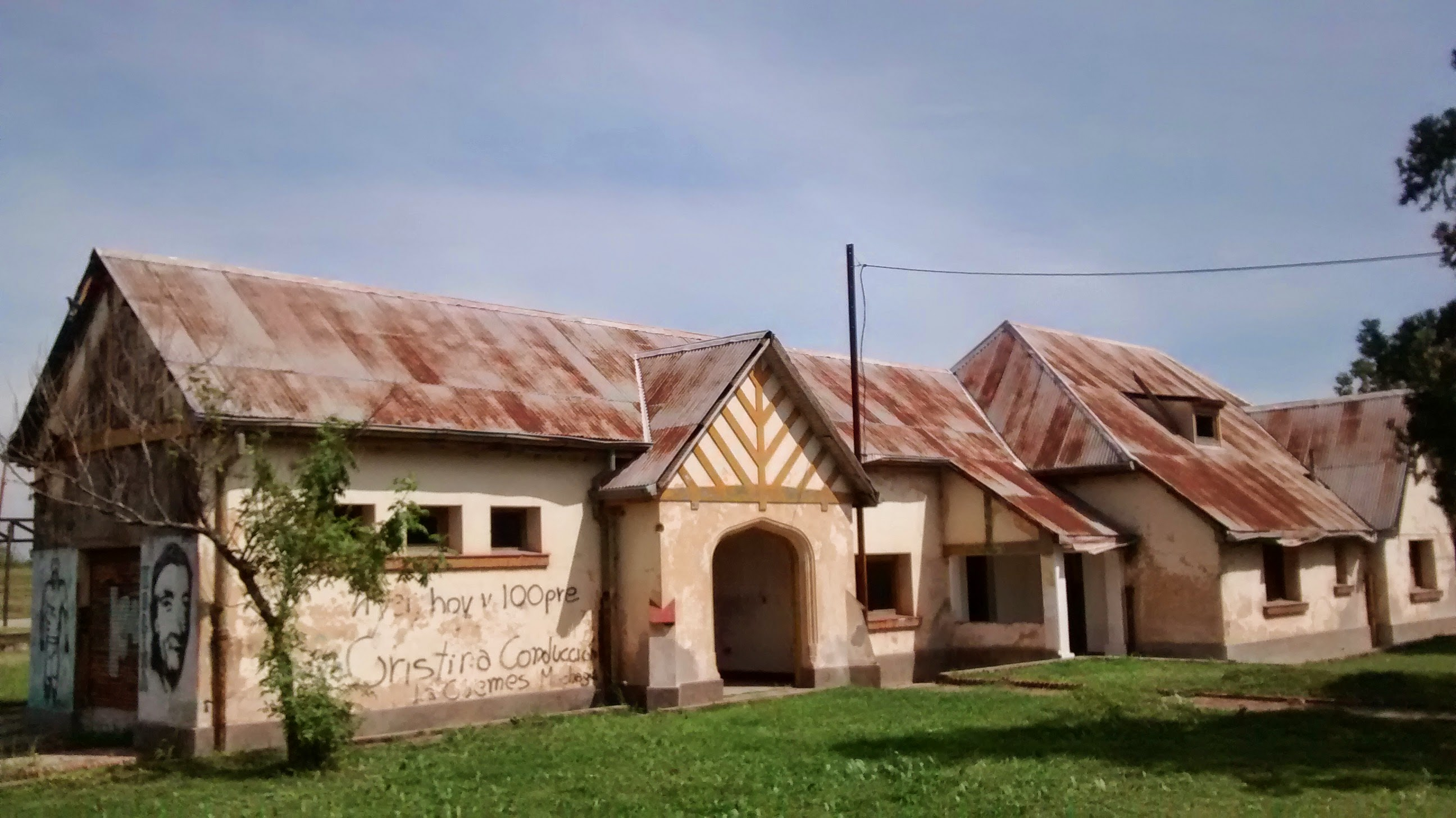
Vista de la estación de trenes de Machagai desde la calle Vecchietti.

La principal vía de acceso es la ruta nacional N.º 16, que la une con asfalto a Presidencia de la Plaza y Resistencia al sudeste, y al noroeste con Quitilipi y la Presidencia Roque Sáenz Peña. La ruta provincial 10 la atraviesa de norte a sur, comunicándola al sur con la Colonia Aborigen Chaco y la ruta provincial 7, y al norte con Pampa del Indio.
Paralela a la ruta 16 se encuentran las vías del Ferrocarril General Belgrano, con su estación Machagai. A 2015 corren trenes de carga de la empresa estatal Trenes Argentinos Cargas.

## Clima
Se halla en la región tropical con estación seca, donde predomina el viento norte. El suelo es franco limoso arcilloso.
La humedad promedio es del 63 % para enero y del 72% para julio. La temperatura mínima es de 1 °C a 4 °C, siendo la máxima de hasta 42 °C.

## Iglesias y cultos

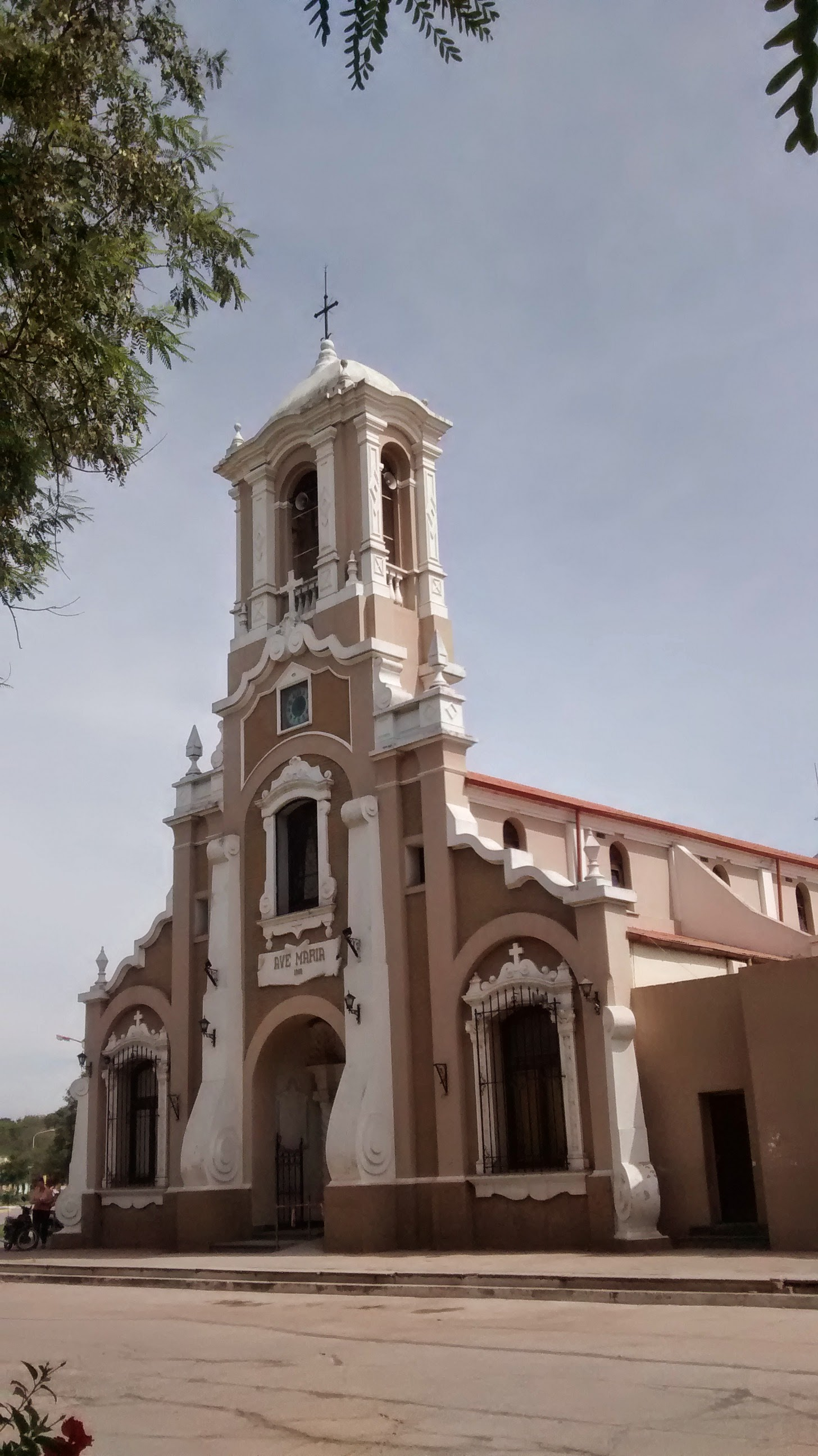
Ave María, principal templo católico de Machagai, frente a la plaza central.

Además de la Iglesia católica, se hallan la Iglesia de Dios, la Iglesia Bautista Centro Cristiano de Restauración Familiar, Ortodoxa, Pentecostal, Adventista y los Testigos de Jehová, que celebran reuniones en qom, castellano y lenguaje de señas argentino.

## Población
Cuenta con 21,997 habitantes (Indec, 2010), lo que representa un incremento del 20% frente a los 18,346 habitantes (Indec, 2001) del censo anterior. En el municipio el total ascendía a los 28,070 habitantes (Indec, 2001).
| Gráfica de evolución demográfica de Machagai entre 1991 y 2010 |
|                                                                |
| Fuente: censos nacionales del INDEC                            |

El municipio abarca 12 centro rurales, surgidos espontáneamente para brindar distintos servicios a las colonias, siendo asentamientos semiurbanos, ellos son: 
- Al norte: Pampa Bandera, El Gualtieri, La Tambora, La Lola, Tres Palmas, Colonia Gral. La Madrid, Los Blanquizales y Colonia Gral. Arenales.
- Al sur: Colonia Uriburu, Colonia Blas Parera, El Aguará, Colonia Leandro N. Alem.
- Al oeste: Napalpí.

## Parroquias de la Iglesia católica en Machagai
| Diócesis  | San Roque de Presidencia Roque Sáenz Peña |
| --------- | ----------------------------------------- |
| Parroquia | Nuestra Señora de Itatí                   |